# غيليس ريمي
غيليس ريمي (بالفرنسية: Gilles Rémy)‏ هو شخصية أعمال فرنسي، ولد في 2 يوليو 1959 في Audincourt ‏ في فرنسا.